# Doce basílicas románicas de Colonia
La ciudad alemana de Colonia, sede de la arquidiócesis de Colonia desde el siglo VIII, aún conserva muchas iglesias medievales, tanto de estilo románico como gótico. El estilo románico está particularmente bien representado, a pesar de que la iglesia románica más notable de la ciudad fue reemplazada en 1248 por la catedral gótica actual (Kölner Dom); era la catedral carolingia (Alter Dom) que incluía dos coros, dos transeptos, dos cimborrios, un macizo occidental, naves laterales y una planta tréflé.
En el vocabulario arquitectónico, el término basílica designa una tipología de iglesia que no tiene transepto. La basílica es la forma primaria y fundamental del templo cristiano. A diferencia de la basílica civil romana, se entra en ella a través del lado corto.
La notable serie de doce grandes basílicas románicas de estilo renano está ubicada en el centro de la ciudad: dos están en el interior de la muralla romana construida en el año 70 d. C., una en el interior de la primera extensión del año 950, seis más en el interior de la segunda extensión de 1106 y tres dentro de la tercera extensión de 1180. Las doce basílicas son las siguientes:
- St. Andreas, situada en la calle Komödienstr.
- Santos Apóstoles, situada en la plaza Neumarkt
- St. Caecilien, situada en la Caecilienstr. y convertida en el museo Schnütgen
- St. Georg, situada en la Georgsplatz
- San Gereón, situada junto al parque Gereonsdriesch
- San Cuniberto, situada en el callejón Kunibertsklostergasse
- Santa María del Capitolio, situada en la Marienplatz
- St. Maria Lyskirchen, situada en la calle An Lyskirchen
- Gross St. Martin, situada en An Gross St. Martin
- San Pantaleón, situada en Am Pantaleonsberg, consagrada en 980 y ampliada en 1160
- San Severino, situada en Im ferkulum
- Santa Ursula, situada en Ursulakloster

Estas doce grandes basílicas románicas fueron restauradas después de las graves destrucciones de la ciudad en la Segunda Guerra Mundial, en  1943 y 1944. Se colocaron bajo la protección de Förderverein Romanische Kirchen Köln (Asociación de ayuda a las iglesias románicas de Colonia). Esta asociación también protege trece iglesias románicas situadas fuera de las murallas medievales:  Alt St. Heribert, St. Nikolaus, St. Martinus, St. Cornelius (Alter Turm), Krieler Dömchen St. Stephanus, St. Severin, St. Brictius, St. Michael, Alt St. Katharina, St. Martin, St. Amandus, Alt St. Maternus (Kapellchen), Nikolauskapelle, ainsi que quatre églises paroissiales : St. Johann Baptist, St. Peter, Alt St. Alban, St. Kolumba.

## Galería de imágenes

Exteriores de las basílicas
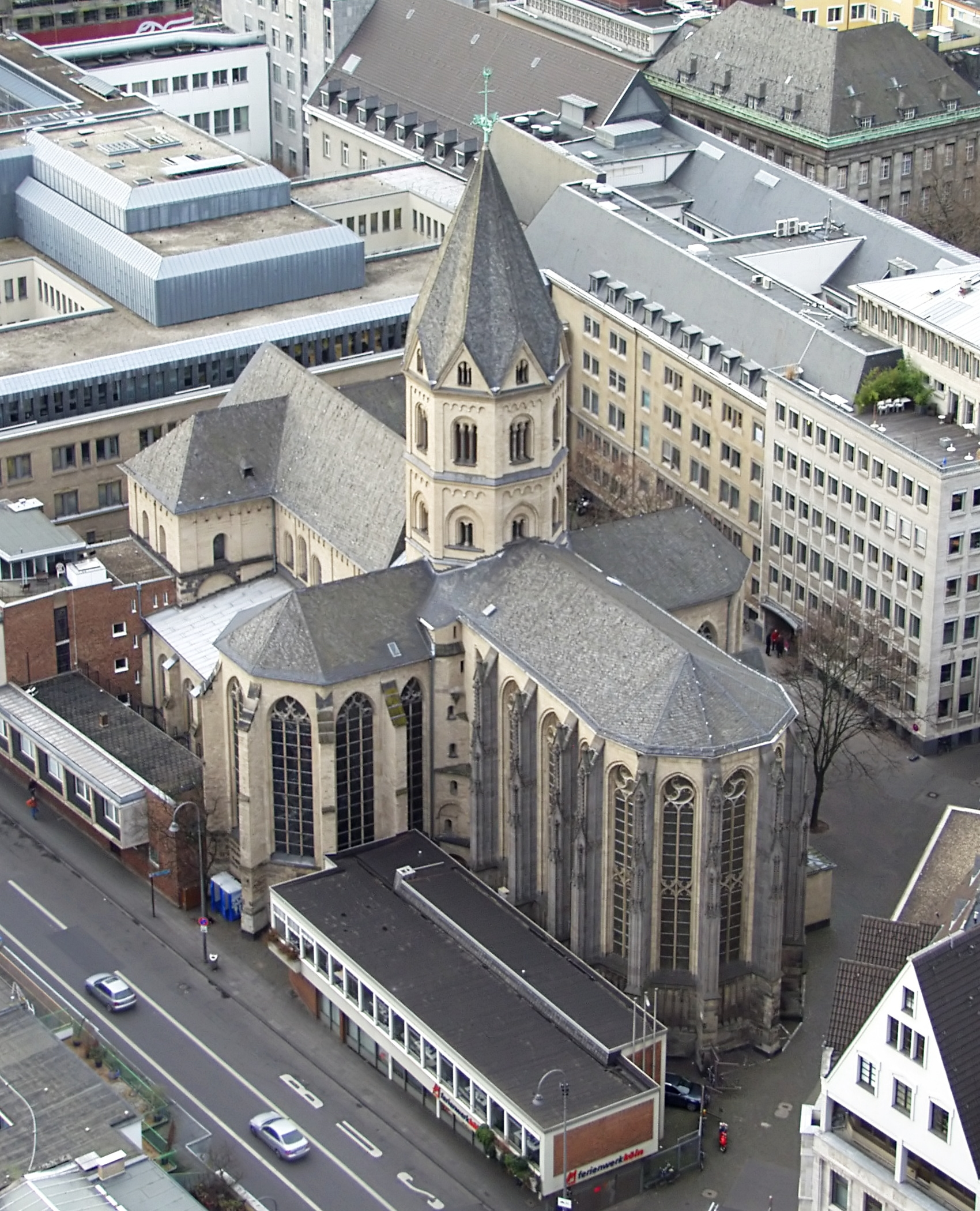
San Andrés
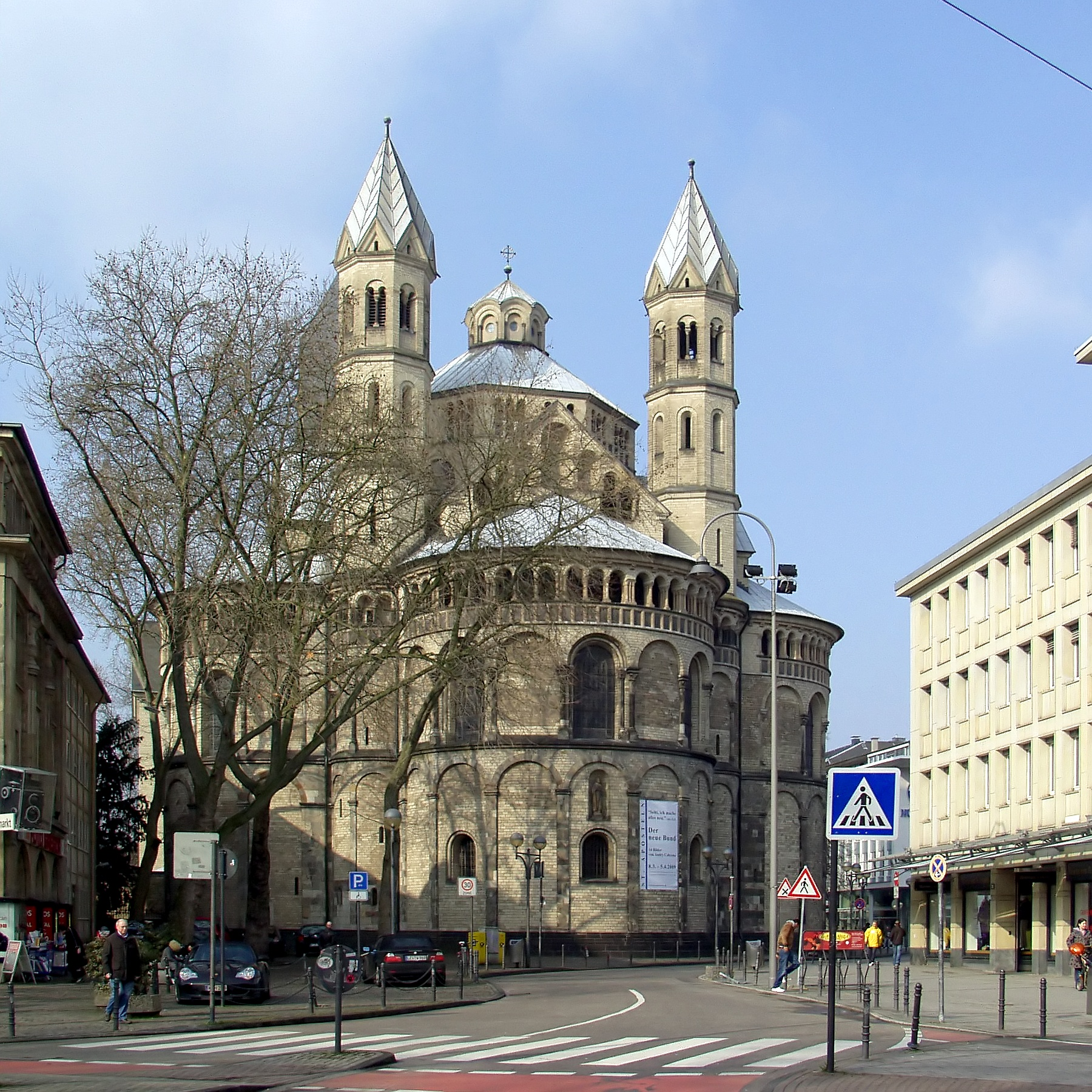
Santos Apóstoles
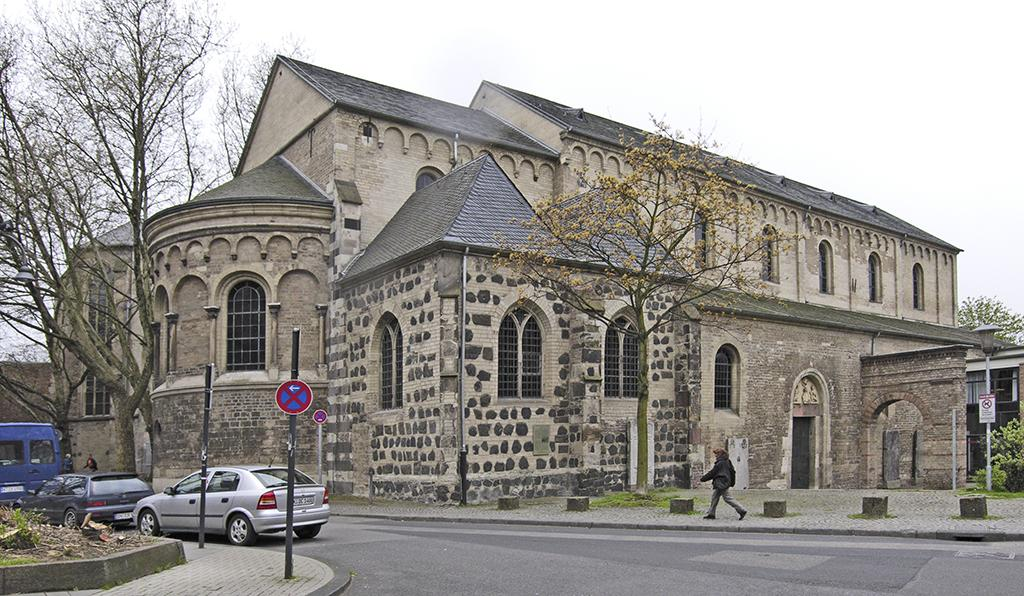
Santa Cecilia
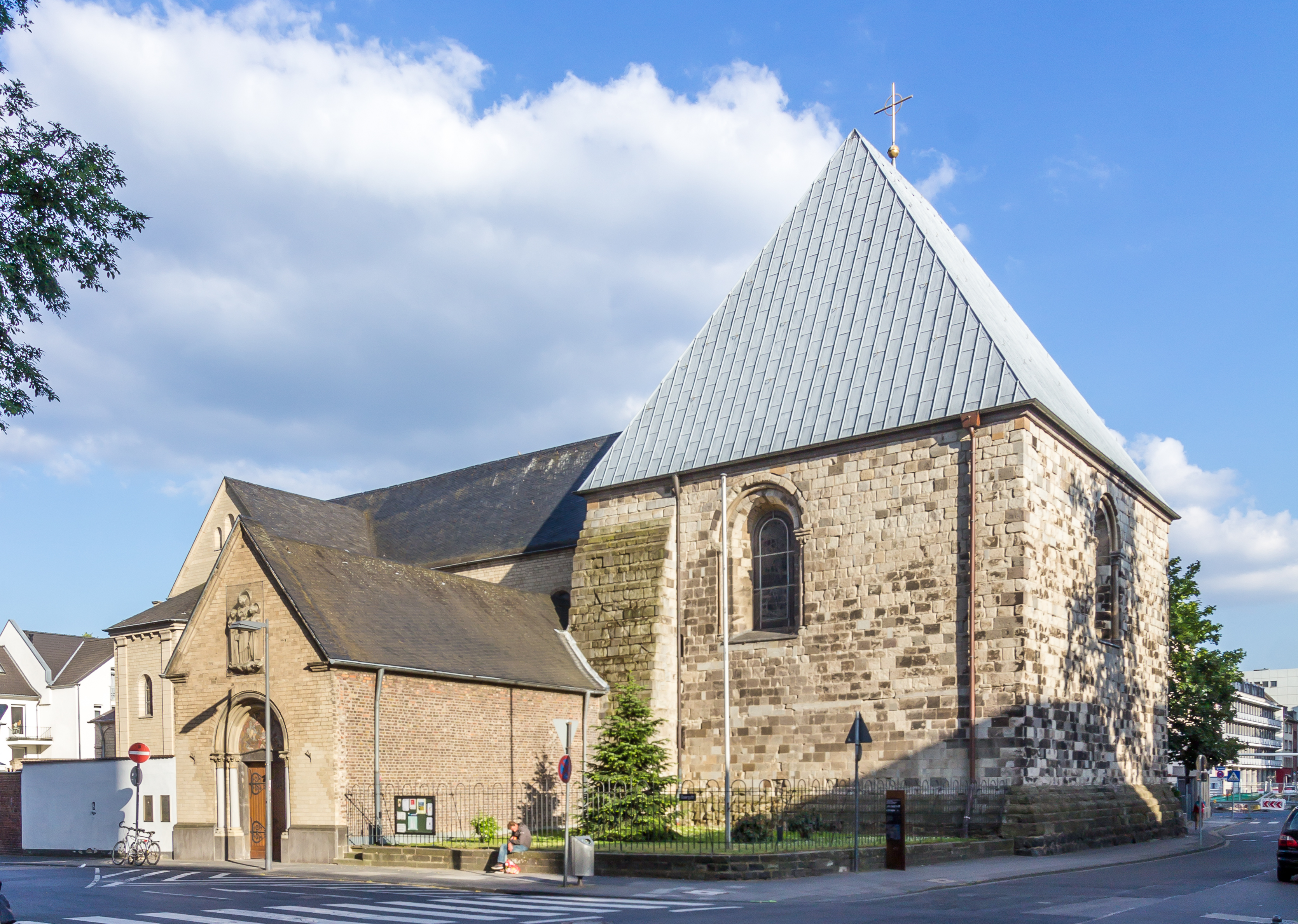
St. Georg
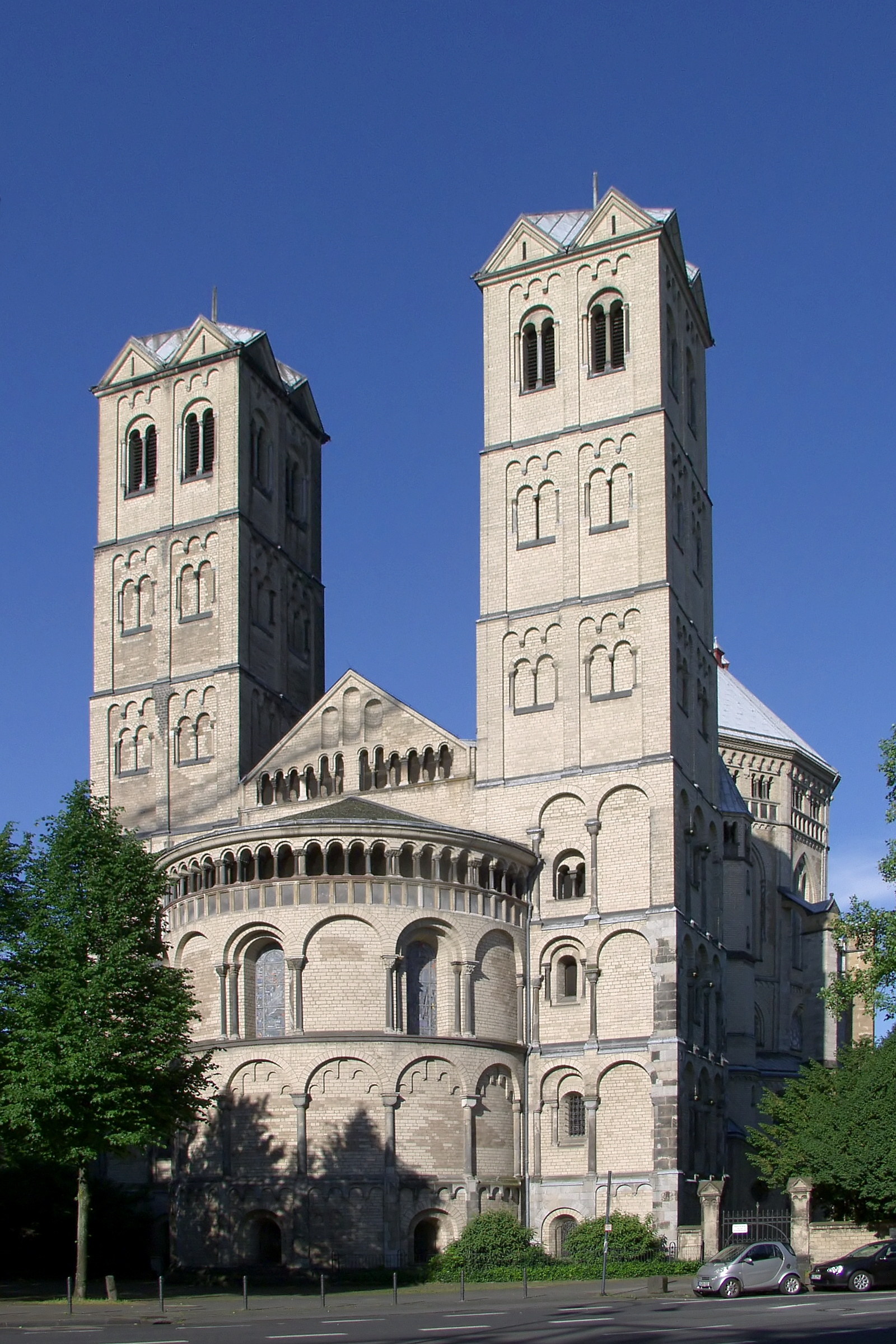
San Gereón
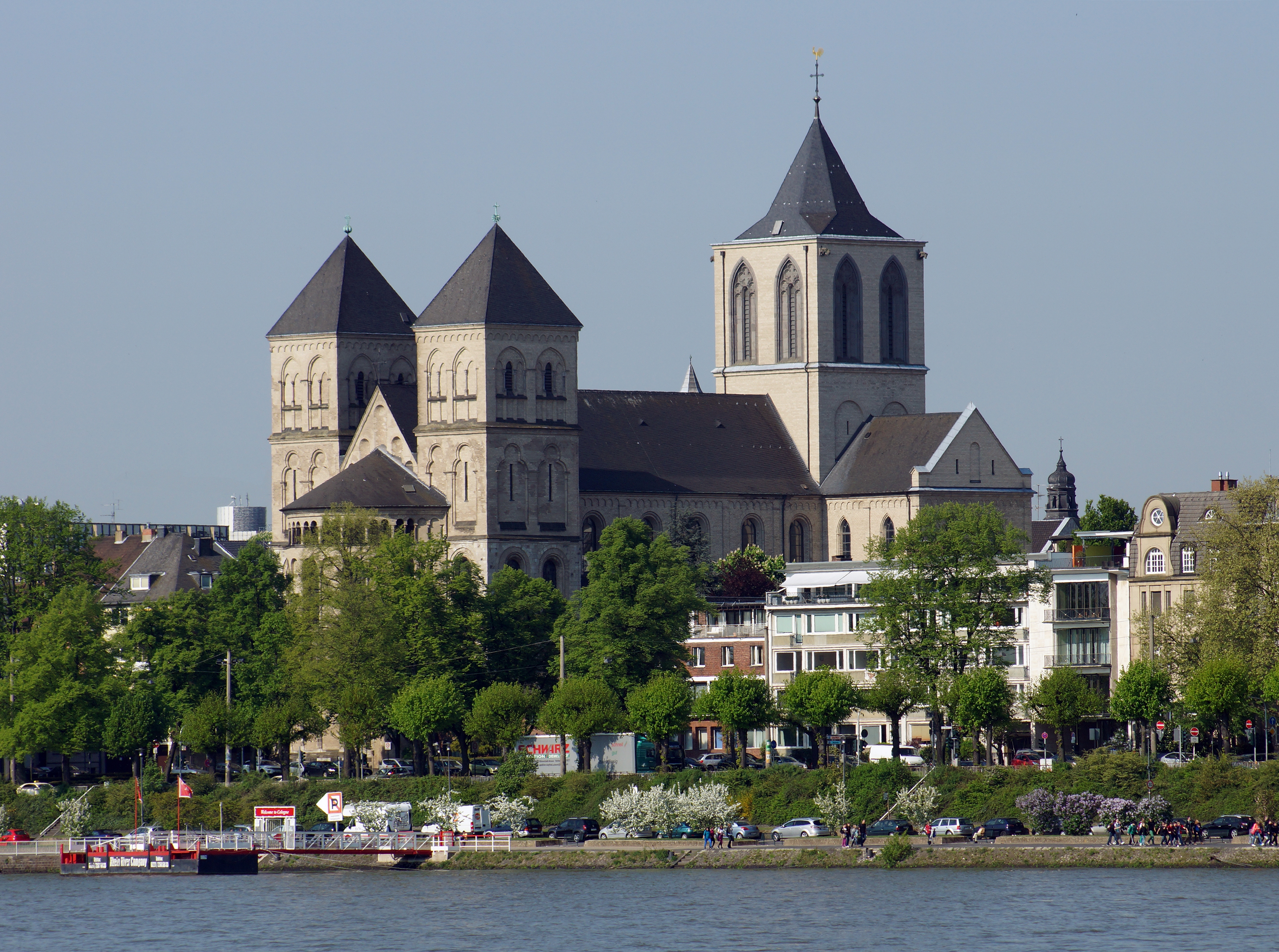
San Cuniberto

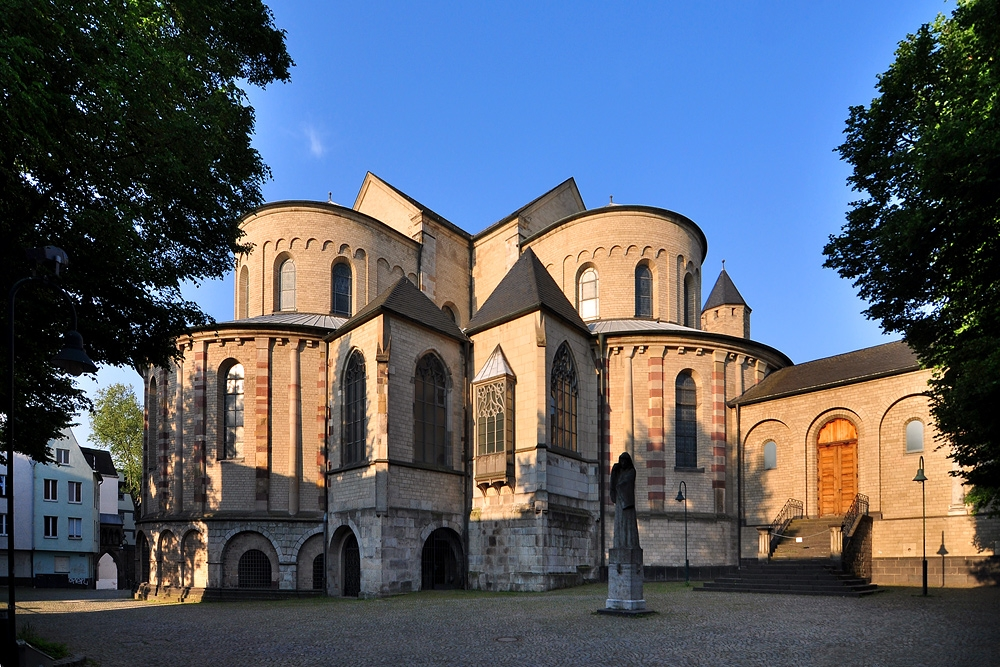
Santa María en Capitol
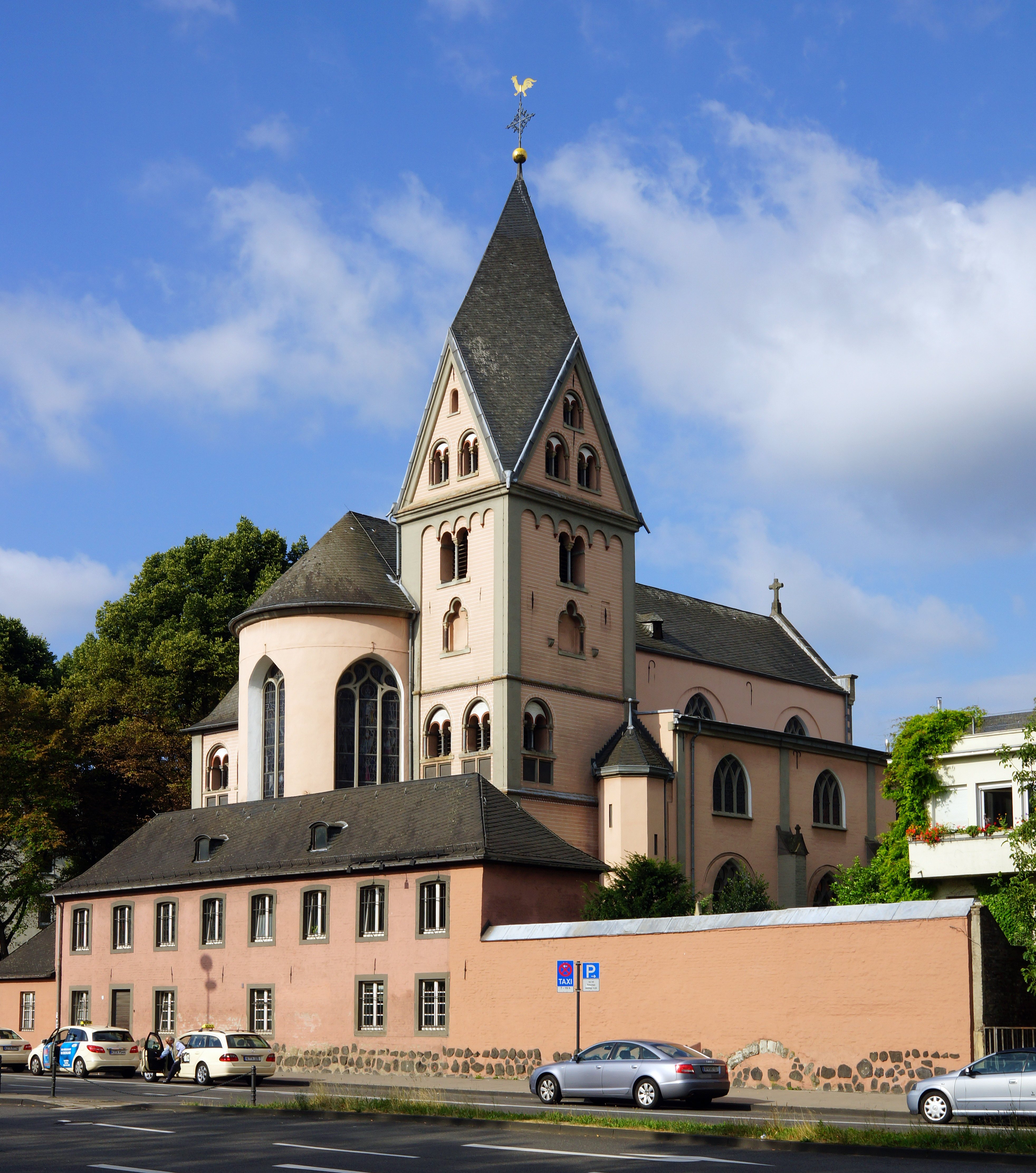
Santa María en Lyskirchen
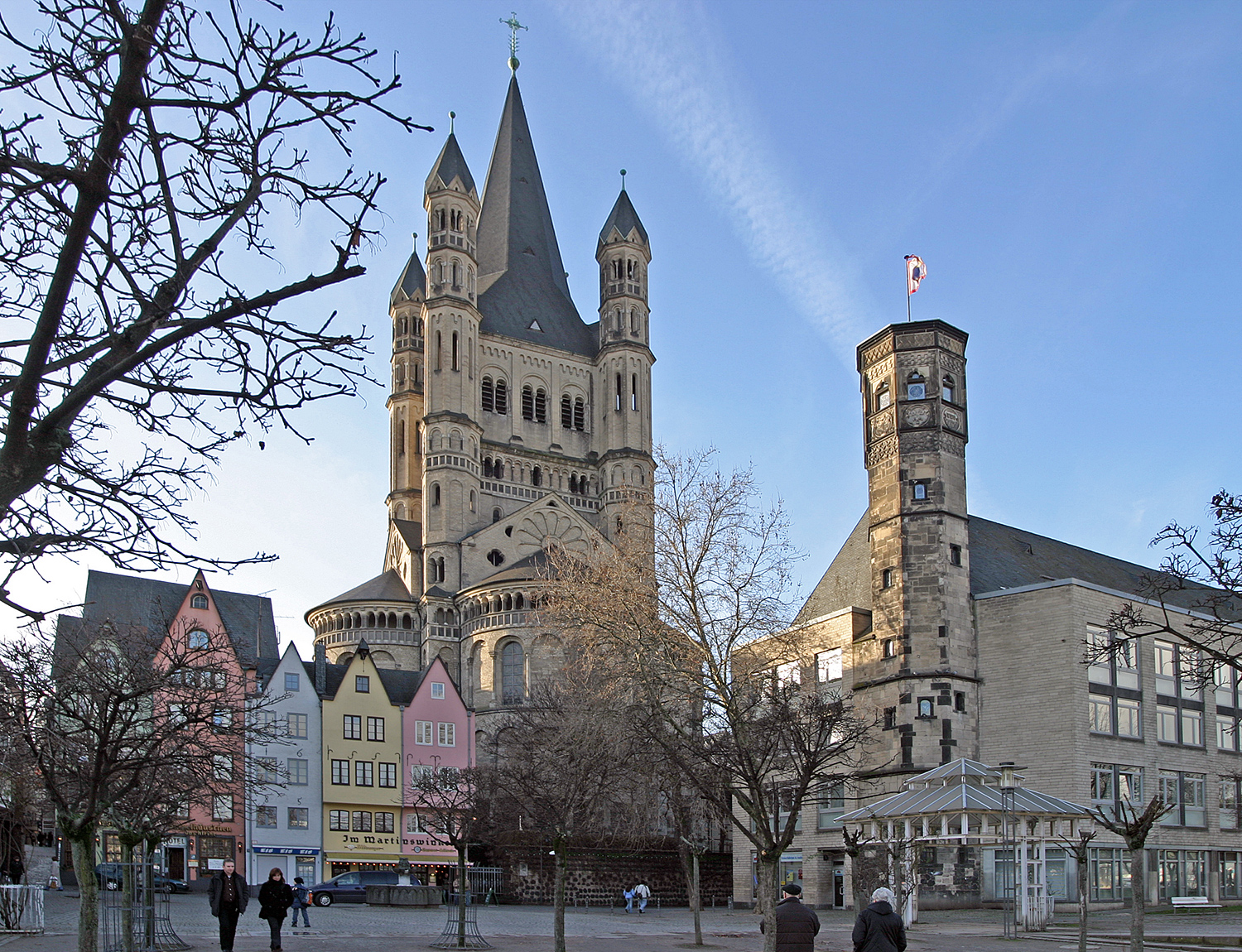
Groß St. Martin
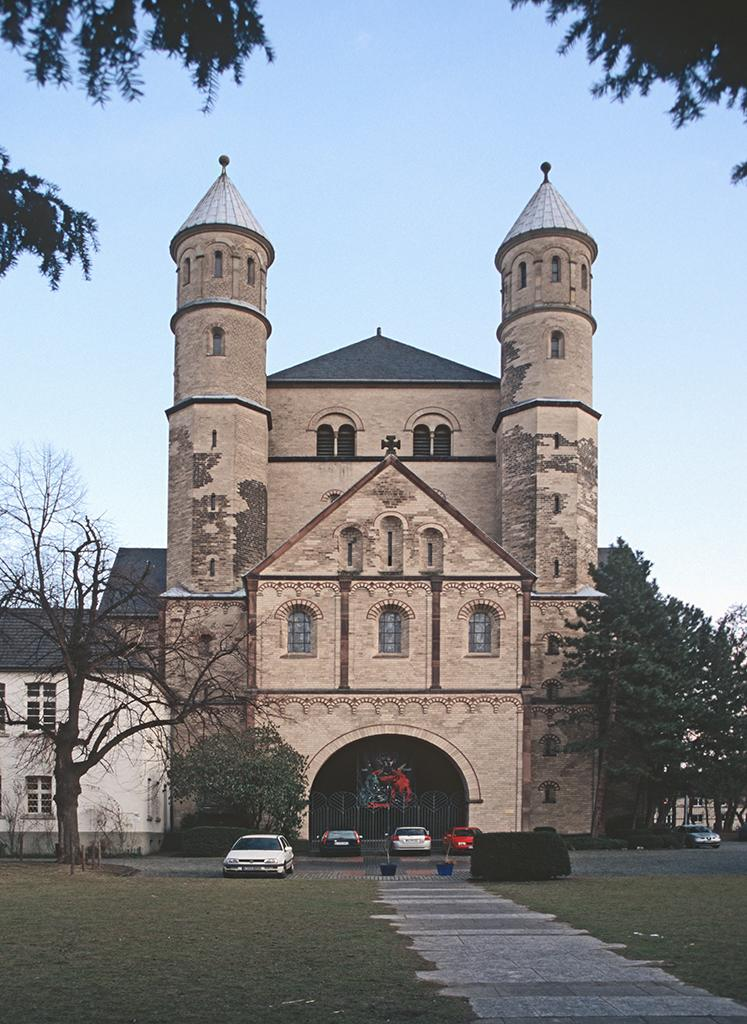
San Pantaleón
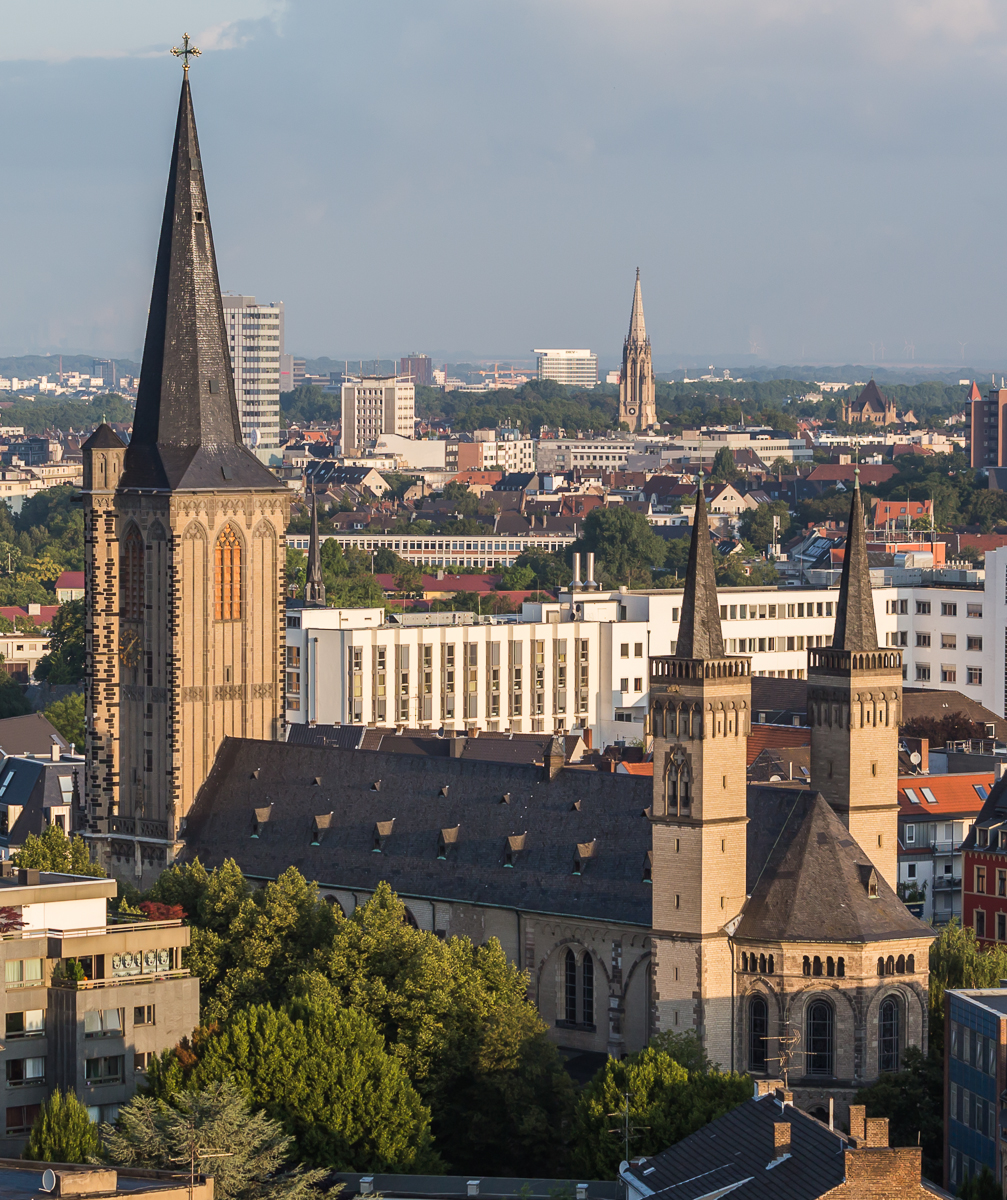
San Severin
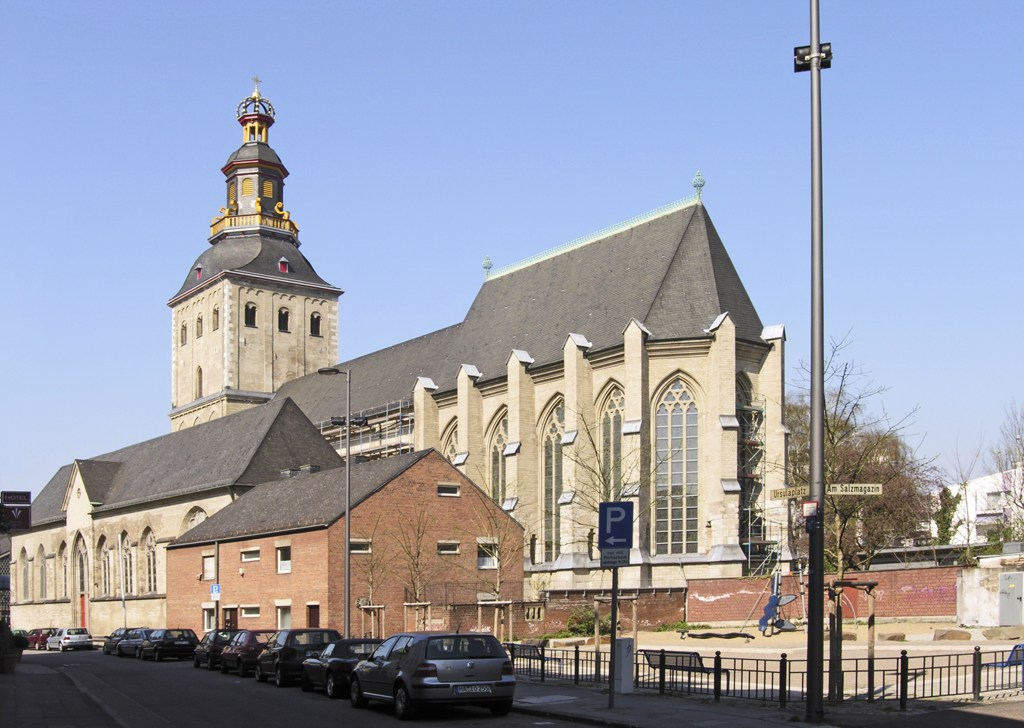
Santa Úrsula

Interiores de las basílicas
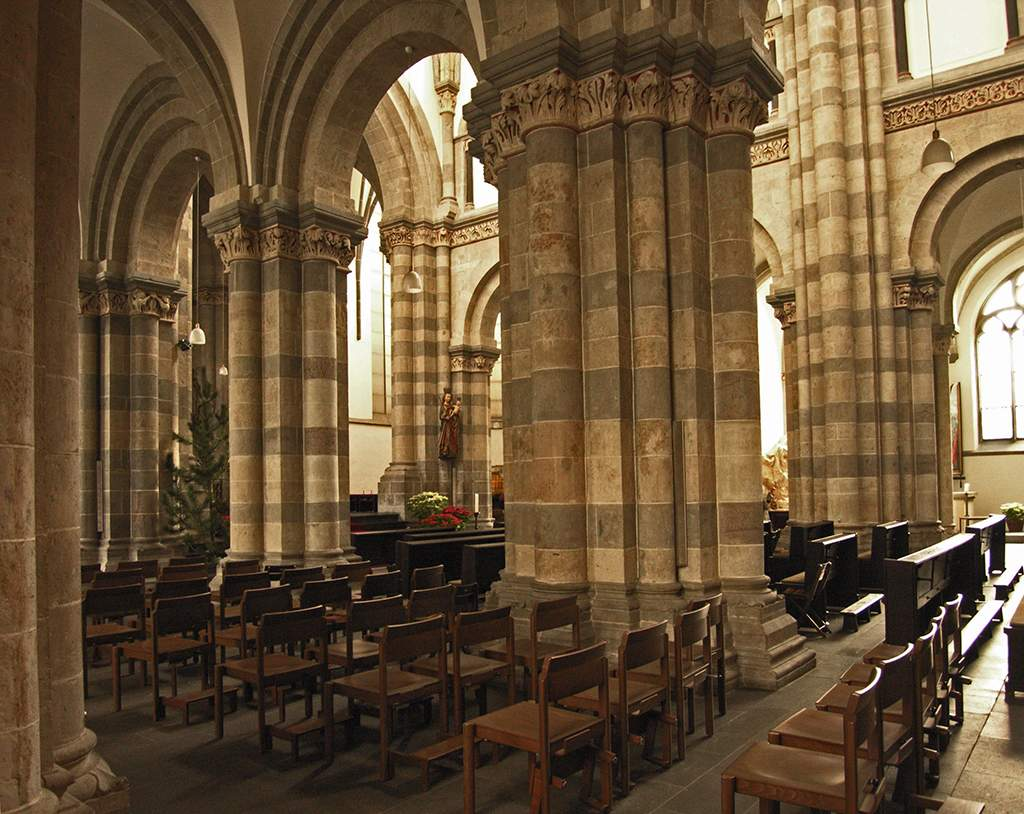
San Andrés
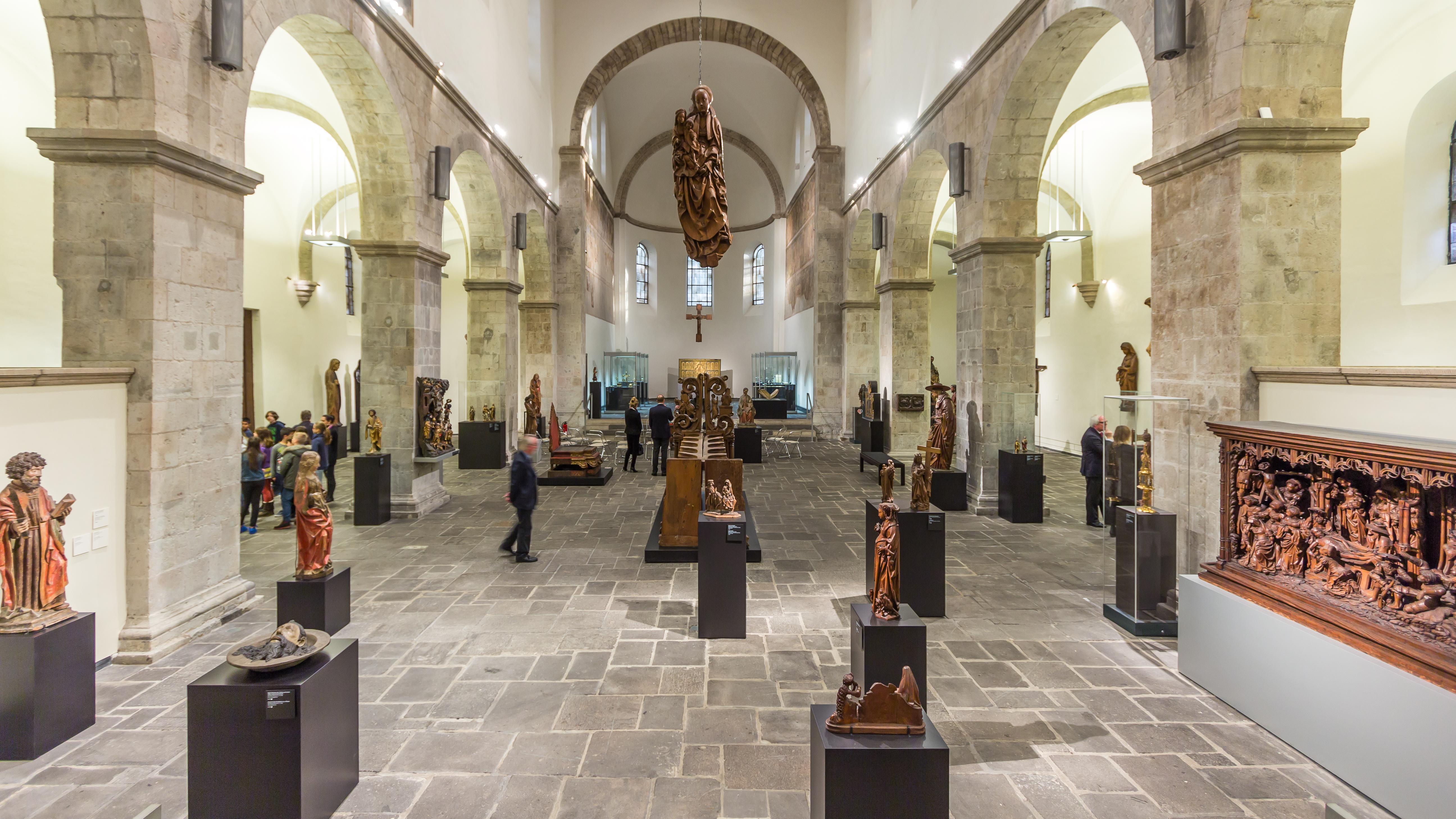
Santa Cecilia
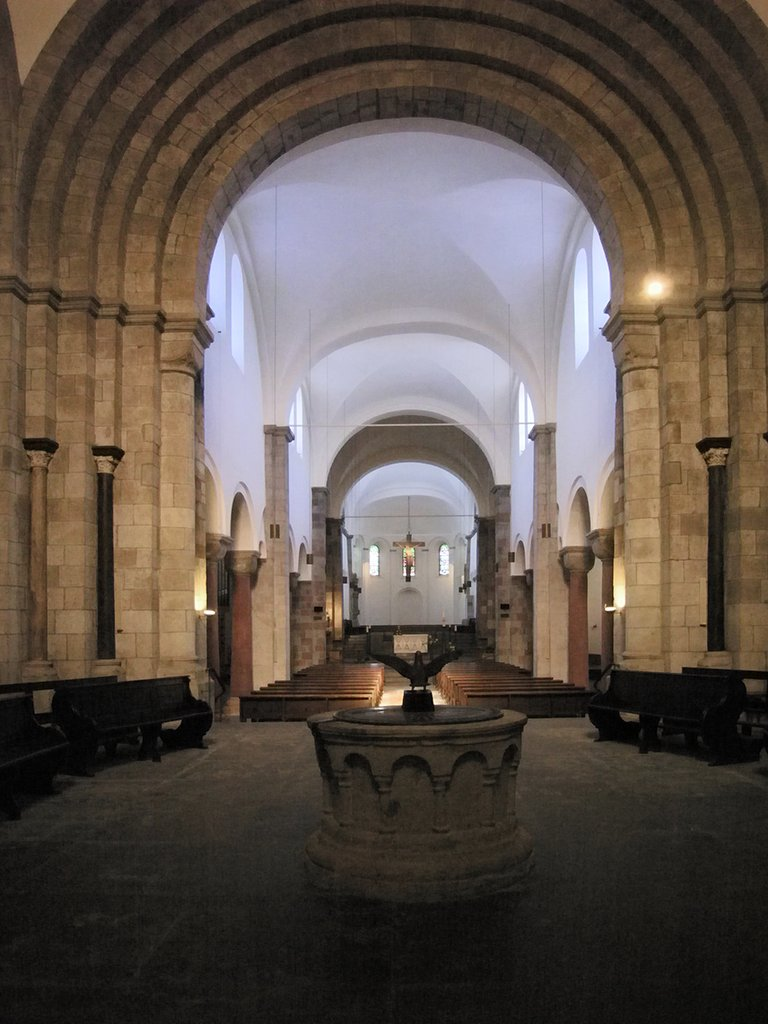
St. Georg
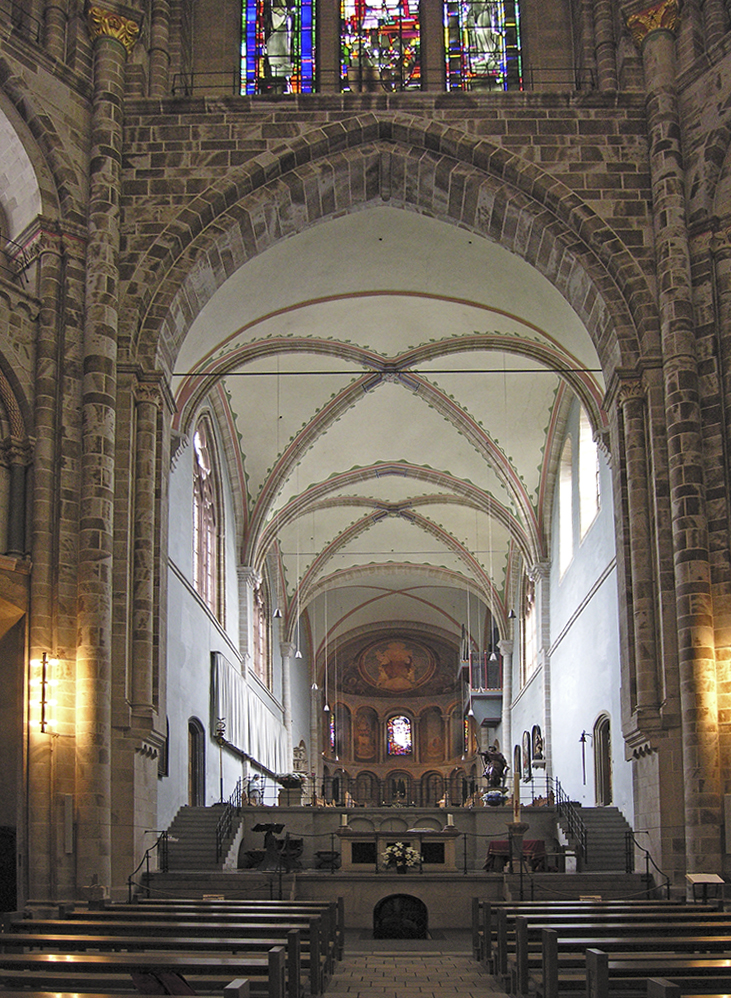
San Gereón
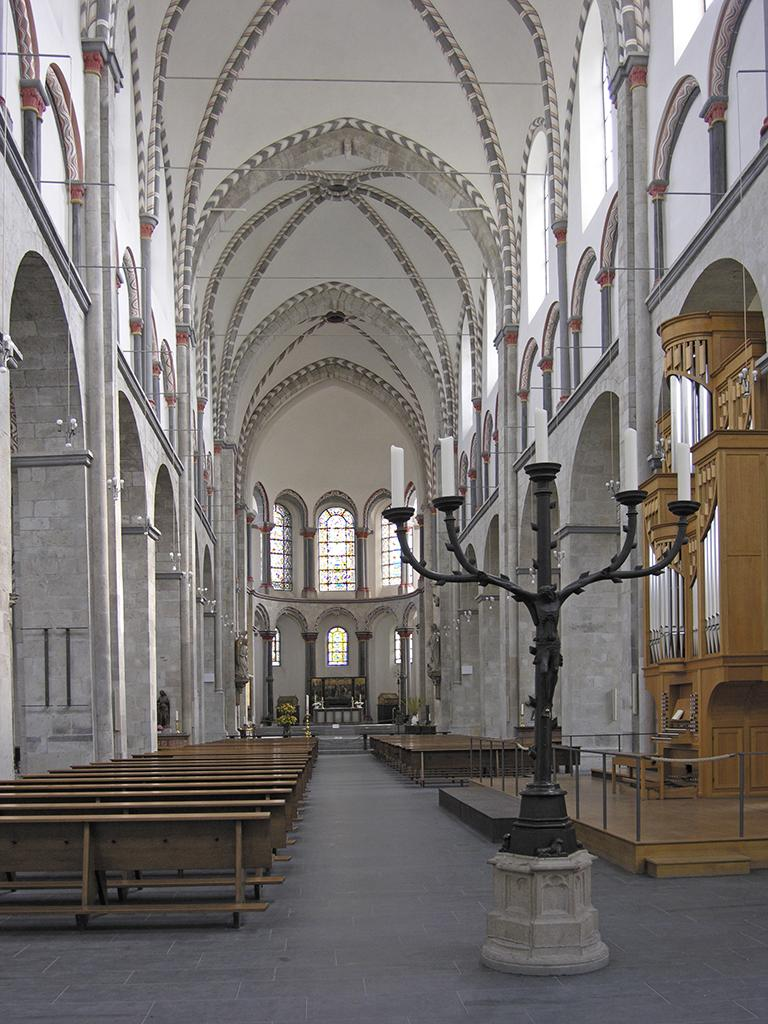
San Cuniberto

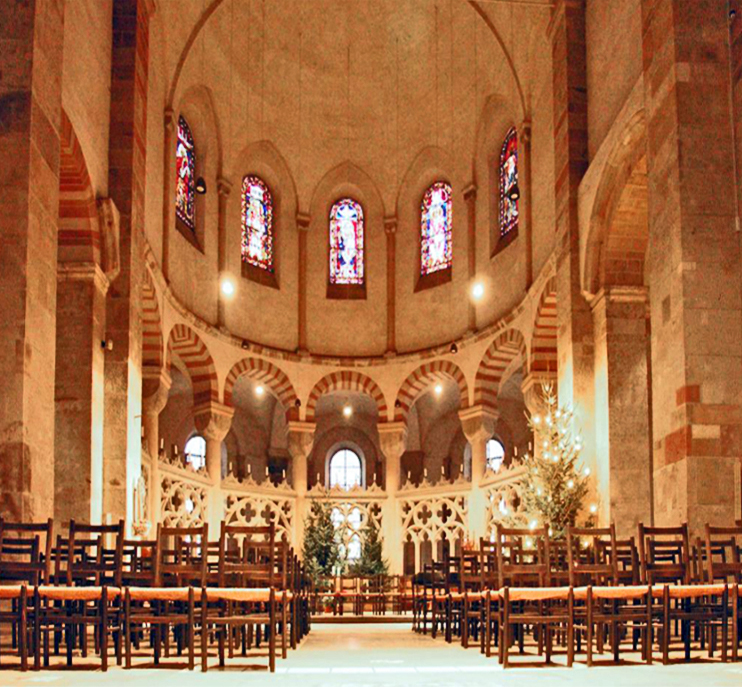
Santa María en Capitol
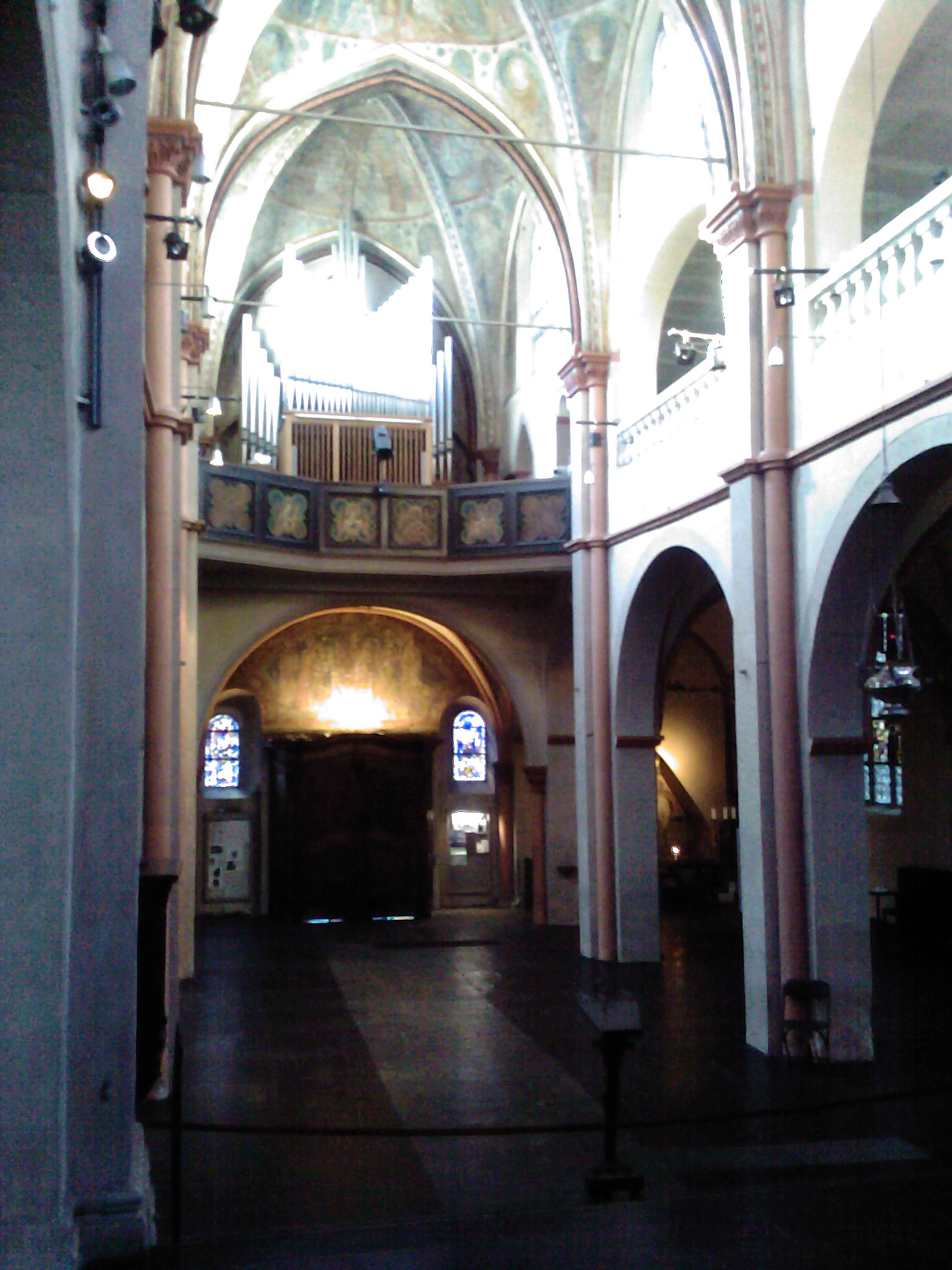
Santa María en Lyskirchen
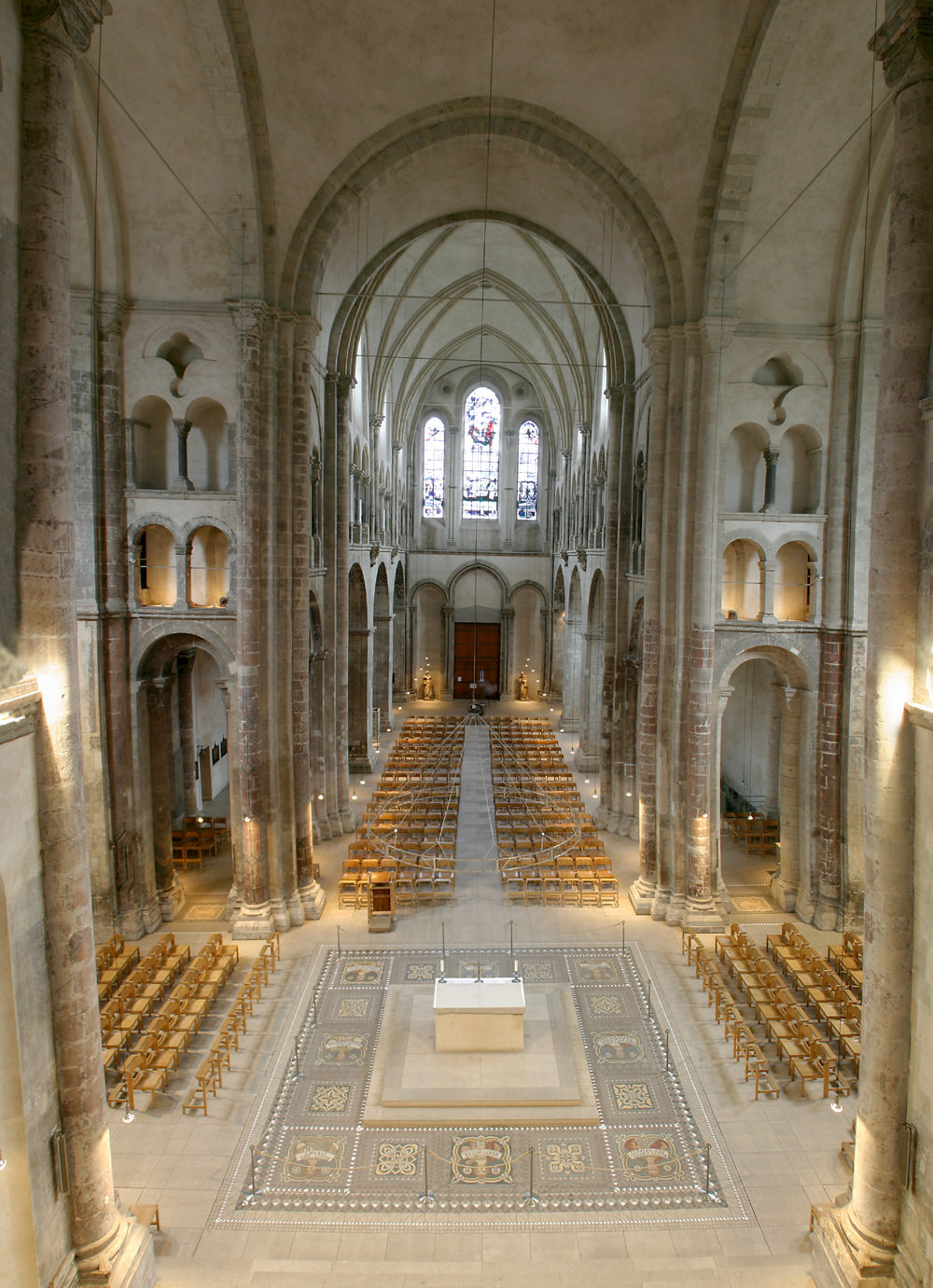
Groß St. Martin
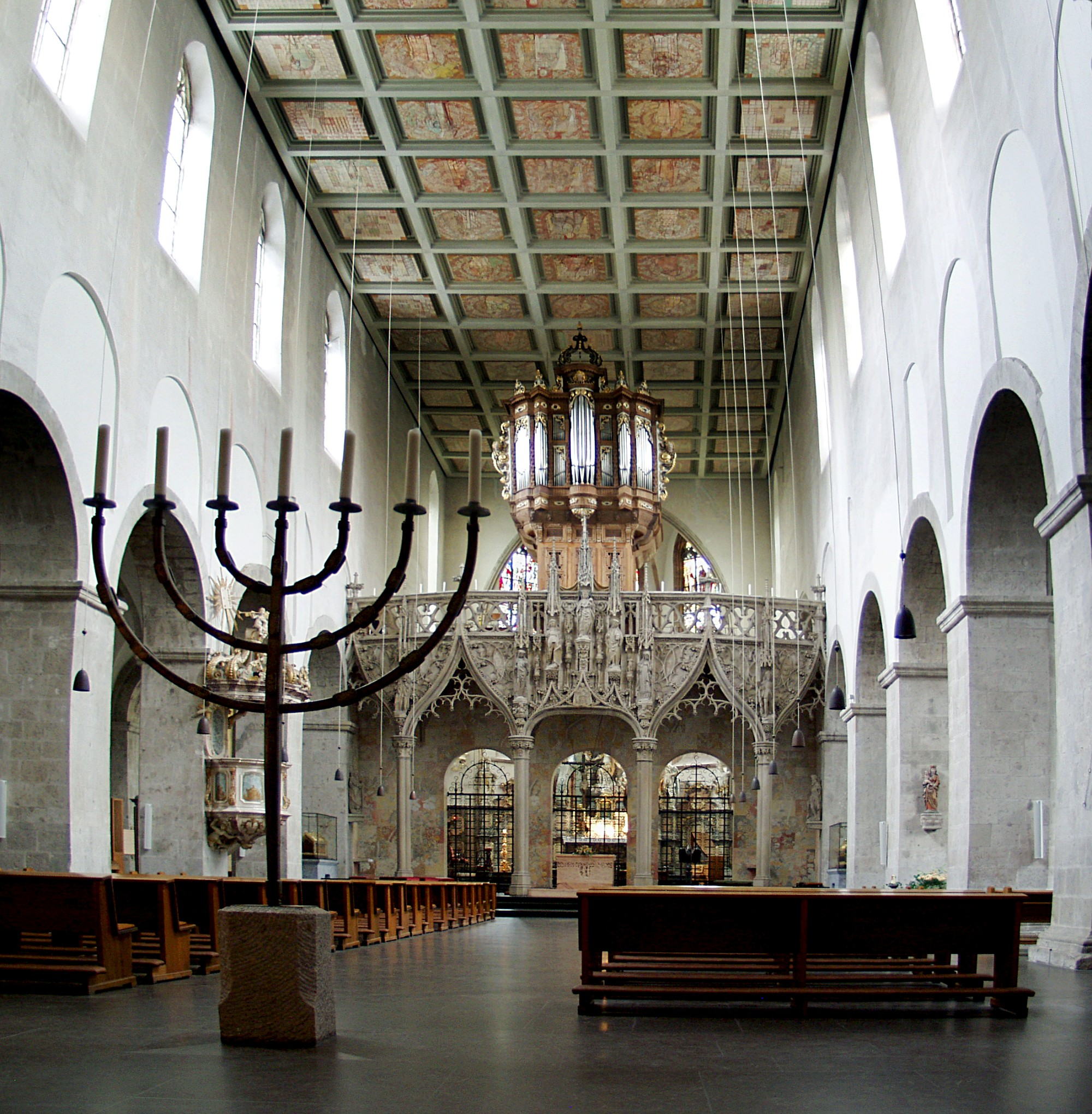
San Pantaleón
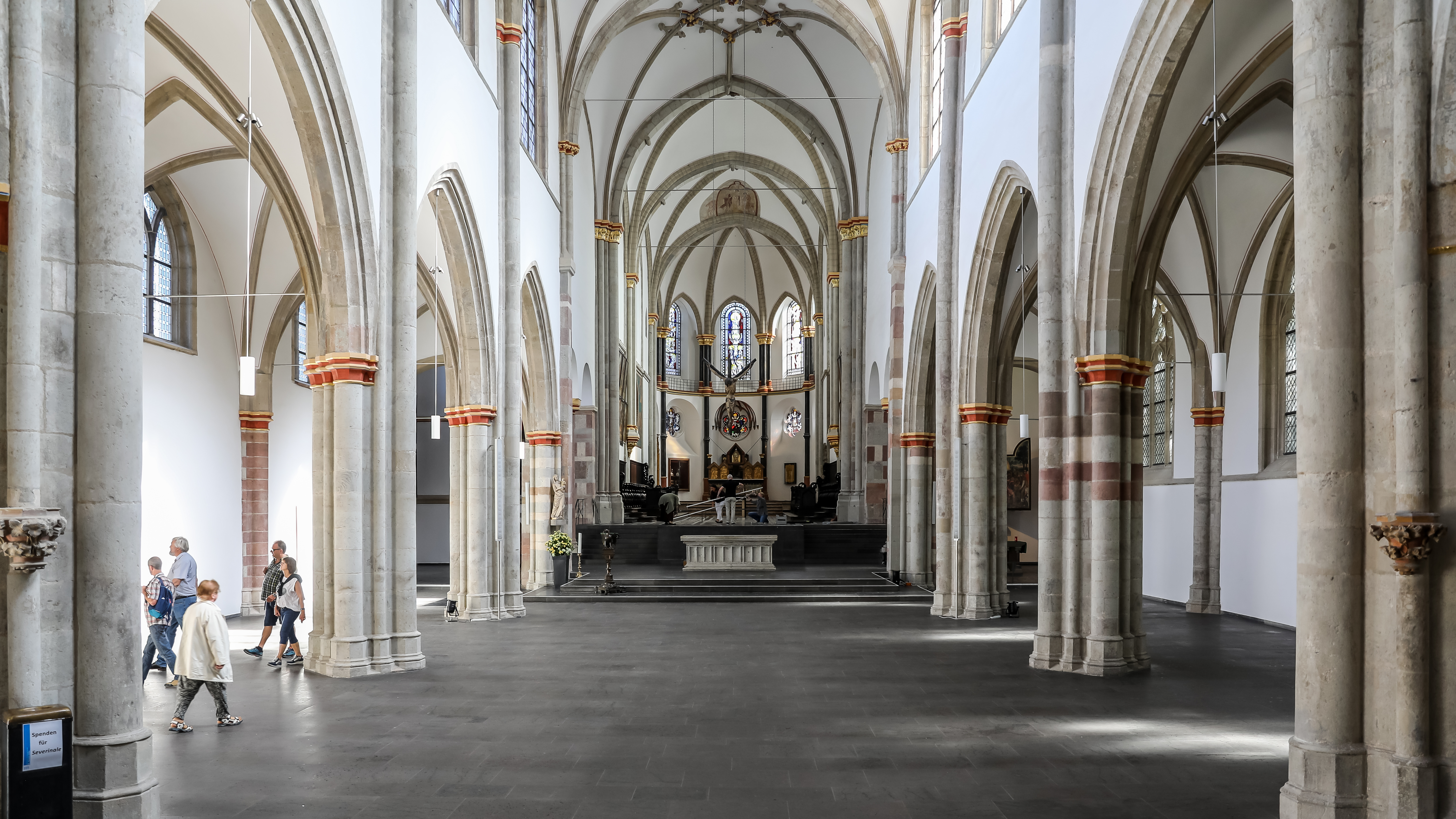
San Severin
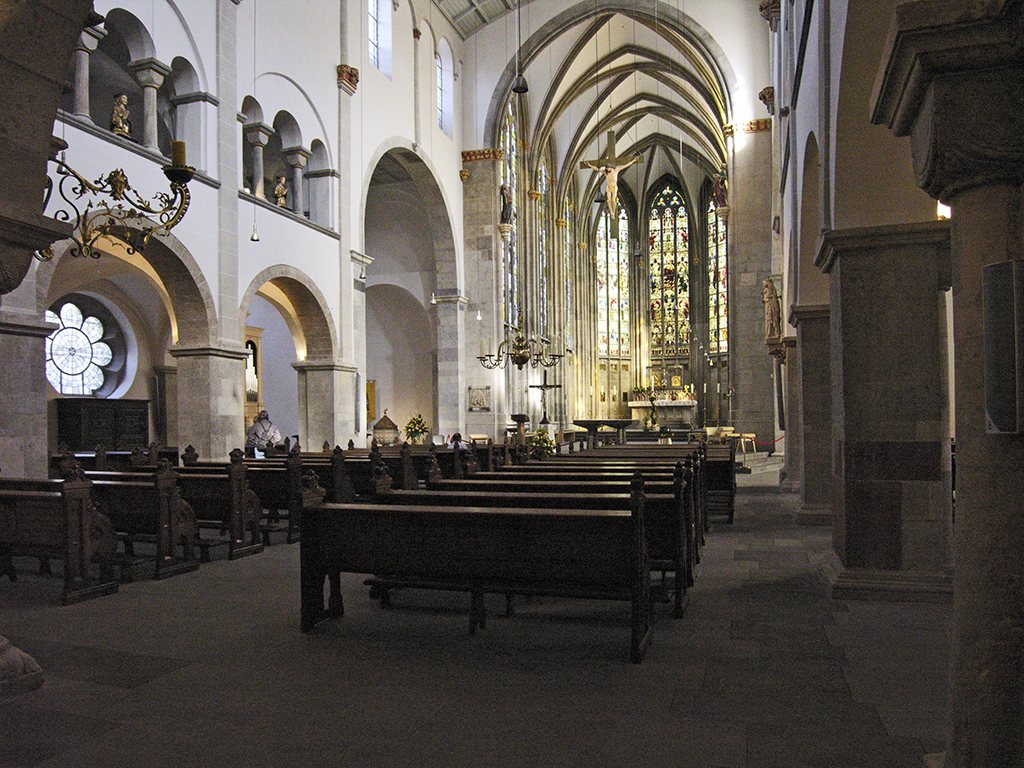
Santa Úrsula